# Patriarkalsk velsignelse
I mormonismen er en patriarkalsk velsignelse (også kaldet evangelistens velsignelse) en velsignelse eller ordinance givet af en patriark (evangelist) til et kirkemedlem. Patriarkalske velsignelser er skabt efter forbillede af Jakobs velsignelser til sine sønner før hans død. De ses gaver af viden og styrke til ens kommende udfordringer og velsignelser. I den største kirke indenfor mormonismen er velsignelsen en slags personlig helligskrift, som hjælper en i sit videre liv, og som modtages en gang i livet, såfremt man findes værdig. De får tidligst deres patriarkalske velsignelse, efter de er fyldt 14, for at den kan hjælpe dem igennem ungdommen. Det der bliver sagt til en, ses som kommende direkte fra Gud til en selv personligt. Derfor er velsignelsen personlig, og man opfordres til ikke at dele den med andre end ens allernærmeste. Man opfordres ydermere til at læse den dagligt. Der kan blive sagt, næsten hvad som helst i velsignelsen, men en ting vil blive sagt nemlig hvilken af Israels stammer, vedkommende tilhører eller adopteres af (der er dog tilfælde, hvor patriarken har glemt at nævne, hvilken stamme den som modtog velsignelsen tilhører, i de tilfælde kan der gives en ny). Der er eksempler på, at nogle patriarker har givet næsten ens velsignelser til mange af dem, de har velsignet.

## Patriarkalske velsignelser i løbet af Joseph Smiths liv
De første patriarkalske velsignelser blev givet af Joseph Smith, Sr., Joseph Smiths far, som havde ordineret sin far til patriark d. 18. december 1833, med en mission til at give en fars velsignelse til dem med præstedømmet uden fædre. Smith, Sr. gav sin søn en velsignelse d. 9. december 1834, hvori han profeterede, at den yngre Smith ville etablere Zion, betvinge sine fjender, nyde sine efterkommere til den sidste generation og stå på jorden for at være vidne til Jesu andet komme.
Før Joseph, Sr. døde d. 14. september 1840, ordinerede han sin ældste levende søn Hyrum Smith til at efterfølge ham som kirkens patriark. Fra den tid af gav Hyrum patriarkalske velsignelser indtil sin død d. 27. juni 1844.

## Patriarkalske velsignelser i Mormonkirken
I Mormonkirken, gives en patriarkalsk velsignelse, når en autoriseret patriark (en mand ordineret til præstedømmeembedet at være patriark) placerer sine hænder på hovedet af modtageren og udtaler velsignelsen. Modtageren må forinden have modtaget en anbefaling fra sin biskop. Det hele afhænger af et interview mellem biskoppen og vedkommende, som ønsker at modtage velsignelsen, hvor biskoppen vurderer ansøgerens værdighed. Formålet med en patriarkalsk velsignelse er (1) at identificere hvilken af Israels stammer vedkommende tilhører (i nogle tilfælde adopteres vedkommende af en anden stamme, hvis vedkommende ikke tilhører nogen stamme); (2) at velsigne medlemmet med viden og fortælle om åndelige gaver, medlemmet kan modtage ved at adlyde kirkens love; (3) at give råd eller hjælp til vedkommende (dette inkluderer ofte forudsigelser af mulige fremtidige begivenheder, muligheder og fristelser). Inden for kirken anses en patriarkalsk velsignelse som en åbenbaring til modtageren, hvor de løfter der blev givet i velsignelsen ses som betingede af modtagerens lydighed mod kirkens regler.
Vedkommende bliver informeret om, hvilken af Israels stammer han eller hun tilhører. Dette gøres for at anerkende fuldbyrdelsen af kirkens lære, at gennem dåben bliver medlemmerne en del af Israels hus. Dertil tror de, at stammerne er lidt forskellige, og at mennesker kan forstå de unikke omstændigheder i deres liv bedre ved at vide, hvilken stamme de tilhører. Forskellene mellem stammerne findes i biblen i de forskellige velsignelser Jakob gav til hver af sine sønner samt Josefs sønner Efraim og Manasse, se Første Mosebog 49:1-28 i det Gamle Testamente.
Normalt gives der kun en patriarkalsk velsignelse pr. medlem. Under specielle sjældne omstændigheder kan det tillades, at en person får endnu en patriarkalsk velsignelse. Velsignelsen gives som regel i patriarkens hjem eller i ansøgerens hjem. Generelt set må kun modtagerens ægtefælde eller forældre være til stede, når velsignelsen gives. Patriarken lægger sine hænder på den siddende modtagers hoved og udtaler så velsignelsen. Samtidigt bliver velsignelsen optaget på bånd, tidligere var det patriarkens hustru, som nedskrev velsignelsen (hvilket dog stadig kan komme på tale, hvis optageren ikke virker). Bagefter transskriberes velsignelsen, som modtageren senere får tilsendt. Et kopi af alle givne velsignelser bliver gemt i kirkearkivet og bliver anset for at være åbenbaring. –Hvis den nedskrevne velsignelse bliver ødelagt eller på anden måde forsvinder, kan man få tilsendt et kopi fra kirkearkivet.
Medlemmer der har modtaget deres patriarkalske velsignelse rådes til at genlæse deres velsignelse hyppigt hele livet igennem. Eftersom velsignelserne ses som direkte åbenbaring fra Gud, råder kirken medlemmerne til at behandle dem som hellige, og ikke dele dem tilfældigt med andre.
Ethvert medlem fundet værdig og åndeligt moden af deres leder kan modtage en patriarkalsk velsignelse. Medlemmer som har været medlem fra barnsben ansøger som regel om at få deres velsignelse som teenagere.
Ifølge den tidligere profet i Mormonkirken Ezra Taft Benson, er "en patriarkalsk velsignelse de inspirerede og profetiske erklæringer om ens mission i livet sammen med de velsignelser, advarsler og formaninger, som patriarken er blevet inspireret til at give." (Ezra Taft Benson, Ensign, maj 1986, pgs. 43-44).
Alle fædre, som var værdige til at modtage det Melkisedekske præstedømme, kan give deres børn eller hustru velsignelser om nødvendigt. Disse velsignelser afslører ikke hvilken stamme vedkommende skulle stamme fra. Kirken opfordrer familier til at lave deres egne optegnelser over sådanne velsignelser, men accepterer dem ikke i kirkens officielle arkiver i Salt Lake City, som de ellers gør med velsignelser fra patriarker.
Dem der har modtaget en patriarkalsk velsignelse, får fortalt at de skal læse den ydmygt, under bøn og ofte. Kun ved at følge patriarkens råd kan man ifølge kirken modtage de nedskrevne velsignelser.
I Danmark er mormonkirken delt i to uafhængige dele kaldet stave (København og Århus), under den danske mission, hver stav har sin egen patriark. I Danmark såvel som i resten af de vestlige lande får de fleste at vide, at de tilhører Efraims eller sjældnere Manasses stamme, mens det i fx Rusland er alle stammer, der bliver nævnt.
Længden af velsignelsen varierer og kan enten være meget kort eller meget lang, størrelsen har ingen betydning for dens religiøse relevans.

### Afstamning
Som med mormonkirken før 1844 ledet af Joseph Smith, er ens afstamning en vigtig del af den patriarkalske velsignelse i Mormonkirken. Medlemmerne som får i velsignelsen får at vide, hvilken af Israels 12 stammer, de tilhører. Der er flere holdninger inden for Mormonkirken til hvorvidt stammen nævnt i velsignelsen betyder biologisk afstamning, metaforisk eller at man er adopteret ind i stammen, da der er flere optegnede tilfælde af børn der har haft en anden stamme end deres forældre, dette forklares ved, at de 12 stammer har blandet sig, så hver person kan indeholde spor fra flere stammer. Daniel H. Ludlow har sagt at "i en patriarkalsk velsignelse, bliver ens afstamning erklæret ... når udtryksmåder som tyder på direkte afstamning bliver benyttet, som fx “søn af,” “datter af,” “sæd,” “blod,” “efterkommer af,” eller “fra …s lænder.”"  Kirken siger også ,at "Fordi hver af os har mange gener i os, kan to medlemmer af den samme familie blive erklæret som tilhørende forskellige stammer i Israel".

## Evangelistens velsignelse i Kristi Samfund
I Kristi Samfund, som er det andet største trossamfund inden for mormonismen, blev termen patriarkalsk velsignelse omdøbt til "evangelistens velsignelse" i 1985, for at afspejle ændringen i deres terminologi fra patriark til det kønsneutrale "Evangelist" da kvinder fik lov til at få præstedømmet. En evangelists velsignelse kan blive givet til familier, menigheder og enkeltpersoner. I de senere år er praksissen med at man kun kunne få velsignelsen en gang i livet lavet om så man kan få den flere gange, især i perioder af ens liv, hvor man står over for store udfordringer, kirken har stoppet med at erklære modtagernes afstamning, selvom de gjorde det tidligere.